# Signe Marie Stray Ryssdal
Signe Marie Stray Ryssdal (Tromøy, 22 de julio de 1924-Arendal, 18 de mayo de 2019) fue una abogada y política noruega del Partido Liberal.

## Primeros años y educación
Era hija de los abogados Christian Stray (1894-1981) y Sigrid Stray (1893-1978). Tras concluir sus estudios secundarios en 1943, estudió derecho en la Universidad de Oslo entre 1945 y 1948. Durante el verano de 1948 realizó estudios en el Palacio de la Paz.

## Carrera
Magistrada adjunta en Kragerø y Steigen antes de trabajar como secretaria e inspectora en Riksskattestyret entre 1951 y 1956. En diciembre de 1954 se casó con Rolv Ryssdal (1914-1998), que alcanzaría la presidencia del Tribunal Supremo de la Corte Suprema.
En 1956, abrió su propio despacho de abogados en Oslo. Como abogada tuvo acceso a los casos de la Corte Suprema en 1960, convirtiéndose en la tercera mujer con más poder de Noruega. En política, trabajó como representante adjunta al Parlamento de Noruega desde Oslo entre 1965 y 1973, y fue miembro del consejo municipal de Oslo entre 1968 y 1972. En 1972 dejó la abogacía para convertirse en jefa oficial administrativa de asuntos sociales (sosialrådmann) en Oslo. Se presentó a las elecciones parlamentarias en 1973 por el Partido Popular Liberal, pero no fue elegida. Su carrera terminó con el puesto de Gobernadora del condado de Aust-Agder, que ocupó desde 1983 hasta 1994.
Stray Ryssdal fue presidenta de la junta de la Administración Nacional de Seguros desde 1968 hasta 1980. También fue miembro de la junta de Dagbladet y de la junta de supervisión de Kreditkassen. Fue miembro de varias juntas y comités públicos; en alguno de ellos actuó como jurista (Sivillovbokutvalet, Skattekomiteen av 1966, Narkotikarådet) y en otros no, presidiendo Statens eldreråd desde 1979 hasta 1993. Dirigió los comités que publicaron los informes oficiales de Noruega 1976: 1 y 1988: 39. También participó en varias organizaciones, entre ellas el Colegio de Abogados de Noruega.
Stray Ryssdal residió en Arendal.